# Solanum hidetaroi
Solanum hidetaroi är en potatisväxtart som beskrevs av Genkei Masamune. Solanum hidetaroi ingår i släktet skattor som ingår i familjen potatisväxter. Inga underarter finns listade i Catalogue of Life.